# Reinhard K. Sprenger
Reinhard K. Sprenger (* 11. Juni 1953 in Essen) ist ein deutscher Autor von Managementliteratur.

## Vita
Reinhard K. Sprenger wurde 1953 in Essen geboren und studierte Philosophie, Psychologie, Betriebswirtschaft, Geschichte und Sport an der Ruhr-Universität Bochum und an der Freien Universität Berlin. 1985 erhielt er den Doktorgrad im Fach Philosophie. Seine Doktorarbeit Nationale Identität und Modernisierung wurde mit dem Carl-Diem-Preis ausgezeichnet. Er ist Lehrbeauftragter an den Universitäten von Berlin, Bochum, Essen und Köln.
Sprenger arbeitete als wissenschaftlicher Referent beim Kulturministerium des Landes Nordrhein-Westfalen. Dann trainierte er Außendienstmitarbeiter bei der 3M Medica in Borken und stieg zum Leiter für Personalentwicklung und Training auf. 1990 machte er sich als freier Vortragsredner, Trainer und Berater für Personalentwicklung selbständig. Nach eigenen Angaben zählt er viele DAX-Unternehmen zu seinem Kundenstamm. Weiterhin verfasste Sprenger Zeitschriftenaufsätze und ist Autor mehrerer Bücher, die sich zu Bestsellern entwickelten. Unter dem Titel Stimmen gegen den Stillstand veröffentlichte er 1997 eine Stellungnahme zur Ruck-Rede Aufbruch ins 21. Jahrhundert des ehemaligen Bundespräsidenten Roman Herzog. Als Hobbymusiker ist Sprenger Mitglied einer nach ihm benannten Band.
Sprenger lebt in Winterthur und in Santa Fe (New Mexico) in den Vereinigten Staaten.
Er ist verheiratet und Vater von vier Kindern.
Über einen Freund baute er Kontakt zu den Hopi-Indianern in Arizona auf.

## Managementtheorien von Sprenger
Gemäß seiner Managementtheorie werden zukünftig nur Unternehmen erfolgreich sein, die Mitarbeiter als Individuen und Vertrauenspersonen schätzen. Motivation hat nicht als Fremdsteuerung durch Anreize zu erfolgen, sondern aus dem eigenen Antrieb der Person heraus. Sprenger beansprucht, mit diesen Gedankengängen die bestehenden Ansichten im Bereich Personalführung zu sprengen. Sprenger erhebt den Anspruch, dass seine Theorien sowohl in der Arbeitswelt als auch im Privatleben ihre Gültigkeit hätten.
Sprenger setzt einem bevormundenden Führungsstil sein Leitprinzip „Anstand durch Abstand“ entgegen. Dabei plädiert er für eine Führung, die sich zurückhält und die nicht jedes Gestaltungsproblem mit einer Richtlinie zu lösen versucht oder es zum Prozess verengt.

### 21. Jahrhundert = Zeitalter des Individuums
Sprenger ist der Überzeugung, dass zukünftig dem einzelangefertigten Produkt der Erfolg gehören wird. Die Gesellschaft wird solchen Produkten eine deutlich größere Bedeutung schenken. Voraussetzung für die Entwicklung derartiger Produkte sind Freiräume für das Individuum bezüglich Kreativität, Selbstverantwortung und Flexibilität. Deshalb werden nur die individualisierenden Unternehmen langfristig Erfolg haben. Das sind Unternehmen, die dem Angestellten gestatten, sich als Individuum zu entfalten. Diese Freiräume werden nicht über Kontrollen, sondern über Vertrauen gesteuert.

### Vertrauen = Grundlage des Managements
Das Vertrauen zwischen dem Vorgesetzten und dem Mitarbeiter hat einen starken Einfluss auf den Erfolg des Unternehmens. Durch Vertrauen gewinnen die Unternehmen an Flexibilität. Vertrauen ist die Antriebskraft für schnelleres Handeln und Entscheiden. Innovation und Kreativität werden durch Vertrauen gefördert.
Die Mitarbeiter setzen auf das Vertrauen ihrer Vorgesetzten und erwarten, dass Fehler in einem gewissen Rahmen toleriert werden. Ohne diese Sicherheit sind Mitarbeiter nicht bereit, Risiken einzugehen. Eine gewisse Risikobereitschaft ist wiederum die Voraussetzung für Kreativität und Innovation.
Vertrauen führt zu Kosteneinsparungen. Die Mitarbeiter müssten weniger Zeit mit der Berichterstattung verbringen und könnten in dieser Zeit produktiv arbeiten.
Vertrauen zwischen dem Mitarbeiter und dem Vorgesetzten entsteht, indem der Vorgesetzte das Risiko eingeht, dem Mitarbeiter Freiräume zu gewähren. Diese Freiräume können zum Schaden des Chefs ausgenützt werden. In der Regel wirken sich die vorhandenen Freiräume positiv auf die Motivation des Lohnempfängers aus.
Ein vom Chef gewählter Kontrollverzicht setzt den Vertrauensmechanismus in Gang. Abzuschaffen sind bestehende Sicherungsmaßnahmen, Regularien und Misstrauensrituale (Zielvereinbarungen und daran angehängte Bonussysteme). Je größer der mögliche Schaden für den Vorgesetzten sein kann, umso größer ist seine Vertrauensleistung. Der Untergebene empfindet das ihm entgegengebrachte Vertrauen als Verpflichtung. Sie erzeugt den Anspruch, für das geschenkte Vertrauen eine Gegenleistung zu erbringen, zum Beispiel in Form einer guten Arbeit. Somit zeigt sich, Vertrauen und Kontrolle gehören zusammen. Entgegengebrachtes Vertrauen steuert das Verhalten eines Menschen. Falsch wäre, Vertrauen gegen Kontrolle auszuspielen. Das Gegenteil trifft zu: Vertrauen ist Kontrolle.

### Vertrauen zerstören
Ist der Chef aus irgendeinem Grund misstrauisch geworden, beginnt er den Mitarbeiter enger zu führen. Der Lohnempfänger betrachtet das als Vertrauensentzug und reduziert daraufhin seine Bemühungen, das in ihn gesetzte Vertrauen zu erfüllen. Seine Motivation und Arbeitsmoral sinken. Das wiederum bestätigt den Vorgesetzten in seiner Auffassung, das in den Mitarbeiter gesetzte Misstrauen sei gerechtfertigt. Der Vorgesetzte reagiert darauf mit zusätzlichen Steuerungsmaßnahmen, die der Kontrollierte durch Kreativität zu umgehen versucht. Das Misstrauen, das der Leiter bekämpfen wollte, ist stärker geworden.
Wie wird sinnvoll auf einen Vertrauensbruch des Mitarbeiters reagiert? Der Arbeitgeber stellt die Kommunikation ein und entzieht damit dem Mitarbeiter für eine gewisse Zeit das Vertrauen. Danach bietet er dem Angestellten das Vertrauen noch einmal an. Der Lohnempfänger erhält dadurch die Möglichkeit, das Vertrauen seines Chefs wieder zu honorieren und seinen ersten Vertrauensbruch auszugleichen. Ein drittes Mal ist dem Mitarbeiter eine solche Chance nicht zu geben.

### Motivation ≠ Aufgabe der Führungskräfte
Die Motivation durch Führungskräfte ist eine Fremdsteuerung. Der Arbeitnehmer arbeitet nicht aus eigenem Antrieb, sondern wird durch Motivierungsversuche des Arbeitgebers zur Arbeitsleistung angetrieben. Die Motivation erfolgt durch Motivationsspritzen (Prämien, Urlaube, Geschenke, …). Langfristig gesehen wird dadurch ein Teufelskreis eingeleitet. Die Belohnungen werden immer größer und somit auch die Kosten. Verspricht der Vorgesetzte seinem Gehaltsempfänger eine Motivationsspritze, steht die Arbeit nicht mehr im Vordergrund, sondern die Belohnung. Aus diesem Grund gehen Kreativität und Innovationsfähigkeit des Mitarbeiters verloren. Schwache Führungskräfte, die diese Zusammenhänge nicht erkennen, fragen immer wieder nach neuen Motivierungsrezepten.
Diese Motivationsspritzen bringen noch andere Nachteile mit sich. Die Betriebsangehörigen, die ihre versprochene Belohnung nicht erhalten, werden demotiviert. Die Angestellten versuchen, die Bemessungsgrenze immer weiter nach unten zu drücken, damit sie schneller ihre Motivationsspritze erhalten. Die Lohnempfänger werden ineffizienter.
Die Motivationsspritzen lösen einen Wettbewerb unter den Mitarbeitern aus und verhindern deren Zusammenarbeit. Damit zerstört sich die Firma ein wichtiges Element zum Erfolg. Sprenger empfiehlt daher, ausschließlich eine Gewinnbeteiligung einzuführen, weil dann der Wir-Gedanke im Vordergrund steht.

### Folge deinem Herzen = keine Probleme mit der Motivation
Die Motivation muss von innen kommen, und zwar aus dem Bewusstsein des Menschen, in jeder Beziehung frei entscheiden zu können. Er muss bereit sein, Selbstverantwortung zu übernehmen. Die innere Motivation stellt sich von alleine ein, wenn der Mensch das tut, was er am besten kann und womit er freiwillig seine Zeit verbringen würde. Der Mensch soll seine Tätigkeit mit ganzem Herzen ausführen. Er darf kein Auge auf die Belohnung richten. Hat der Mitarbeiter ein Motivationsloch, befindet er sich im falschen Beruf oder beim falschen Arbeitgeber.

### Bildung = Eigenschaft von Führungskräften
Bildung schließt Kenntnisse in Literatur, Poesie, Geschichte und Philosophie mit ein. Nur mit ausreichender Bildung kann die Führungskraft die Wünsche, Hoffnungen, Ängste und Erwartungen der Untergebenen verstehen. Aus der Bildung resultieren Menschlichkeit, Entschiedenheit, Respekt und angemessene Urteile. Bildung versetzt die Führungskraft in die Lage, die Art der Führung individuell auf den Lohnempfänger auszurichten. Bildung ist daher für Sprenger eine wichtige Eigenschaft von Führungskräften.

### Arbeitsgemeinschaften liefern nur Mittelmaß
Sprenger hält nichts von Arbeitsgemeinschaften. Im Normalfall liegen die Arbeitsgruppen quer zur Hierarchie. Sie haben keine Kompetenz. Entschieden wird auf Grund der konstanten Hierarchie des Betriebes. Arbeitsgruppen haben eine Tendenz zur Mitte. Die Kreativität und die Identität des Einzelnen werden in der Arbeitsgruppe ausgelöscht.

### Das Betriebliche Vorschlagswesen abschaffen
Seit 1993 fordert Sprenger dazu auf, das Betriebliche Vorschlagswesen abzuschaffen. Das BVW, bei dem Arbeitnehmer für ihre Verbesserungsvorschläge Prämien erhalten, gleiche einer Drogenszene und mache die Mitarbeiter zu Dauerpatienten an einem Prämientropf. Man könne sich nicht anstrengen, kreativ zu sein.

## Wirtschaftstheorie von Sprenger
Sprenger gibt dem deutschen Staat die Schuld für den angeblich schlechten Zustand seiner Wirtschaft zu Beginn des 21. Jahrhunderts. Der Staat versuche, die Wirtschaft zu steuern, indem er Subventionen und Steueranreize schaffe. Somit trete die Fremdsteuerung in den Vordergrund. Die Eigensteuerung werde dadurch bedeutungslos. Der Managementberater glaubt, der Staat kenne die Konsequenzen seines Handelns nicht und habe den Glauben in die Bürger verloren. Mit der Zeit begännen die Bürger an sich selbst zu zweifeln und trauten sich nichts mehr zu. Damit gehe die Selbstverantwortung, Eigeninitiative und Motivation des Bürgers verloren. Hätten die Menschen kein Vertrauen mehr in die Wirtschaft, würden sie ihre Ressourcen nicht in den Umlauf bringen.
Die Solidarität, wie diese zu Beginn des 21. Jahrhunderts in Deutschland besteht, erachtet Sprenger für nicht angemessen. Solidarität müsse beziehungsweise solle in der Familie, in der Freundschaft oder im Freundeskreis bestehen. Staatlich verordnete Solidarität hält der Managementautor für ungeeignet. Die von ihm als falsch empfundene Fremdsteuerung stehe anstelle der erforderlichen Eigensteuerung im Vordergrund. Damit die deutschen Bürger aus der festgefahrenen Situation wieder herauskommen, sollen sie ihre Ohnmacht ablegen und Verantwortung für ihr eigenes Handeln übernehmen. Der deutsche Staat solle sich aus dem Leben der Bürger zurückziehen und diesen mehr Freiheiten zugestehen.
Sprenger fordert, dass das Steuersystem der Bundesrepublik Deutschland vermehrt auf "Gerechtigkeit" ausgelegt wird. Dazu gehören seiner Meinung nach eine verstärkte Förderung der Verbrauchsbesteuerung und die Abschaffung der progressiven Besteuerung. Ferner fordert der Unternehmensberater die Abschaffung der Unternehmenssteuer. Zusätzlich sollen Steuern für konkrete Projekte erhoben werden, wie dies in der Schweiz geschehe. Weiter verlangt er die Kürzung von Subventionen. Für Sprenger stimmt die Qualität der Sozialleistungen nicht mit deren Preisen überein. Folglich wirtschafte der deutsche Staat zuerst in die eigene Tasche und wende sich danach seinen Bürgern zu. Sprenger fordert auch die Abschaffung der Arbeitslosenversicherung. An deren Stelle solle eine staatliche Minimalleistung treten, die über Verbrauchssteuern finanziert wird. Die zusätzlich benötigten Mittel sollen aus privaten Stiftungen kommen.

## Veröffentlichungen
- Magie des Konflikts, Deutsche Verlagsanstalt, München 2020, ISBN 978-3-421-04854-7
- Gut aufgestellt. Fußballstrategien für Manager. Campus Verlag, Frankfurt am Main 2008, ISBN 978-3-593-38628-7.
- Der dressierte Bürger. Campus Verlag, Frankfurt am Main 2005, ISBN 3-593-37759-4.
- Mythos Motivation. 20. Aufl. Campus Verlag, Frankfurt am Main 2014, ISBN 3-593-50156-2.
- Das Prinzip Selbstverantwortung. 13. Aufl. Campus Verlag, Frankfurt am Main 2015, ISBN 3-593-50265-8.
- Die Entscheidung liegt bei Dir!. 15. Aufl. Campus Verlag, Frankfurt am Main 2016, ISBN 978-3-593-50537-4.
- Aufstand des Individuums. 2. Aufl. Campus Verlag, Frankfurt am Main 2000, ISBN 3-593-36560-X.
- Vertrauen führt. 2. Aufl. Campus Verlag, Frankfurt am Main 2004, ISBN 3-593-37089-1.
- Dreißig (30) Minuten für mehr Motivation. 8. Aufl. GABAL Verlag, Offenbach 1999, ISBN 3-897-49030-7.
- An der Freiheit des anderen kommt keiner vorbei: Das Beste von Reinhard K. Sprenger. Campus Verlag, Frankfurt 2013, ISBN 978-3-593-39927-0.
- Radikal führen. Campus Verlag, Frankfurt 2012, ISBN 978-3-593-39462-6.
- EigenSinn (CD). ISBN 3-593-37545-1.
- Sprengers Artikel in "Eigentümlich frei"
- Das anständige Unternehmen. Deutsche Verlagsanstalt, München 2015, ISBN 978-3-421-04706-9.
- Radikal digital. Deutsche Verlagsanstalt, München 2018, ISBN 978-3-421-04809-7.

### Artikel
- Verdienen Spitzenmanager, was sie verdienen? – Spitzensaläre in der Wirtschaft geben immer wieder Anlass zu Diskussionen. Gibt es überhaupt einen Wettbewerb um die Besten? Wir haben den Übergang vom Unternehmerkapitalismus zum Managerkapitalismus bisher schlecht gestaltet, Gastkommentar, NZZ, 1. März 2025